# Izomorfism (cristalografie)

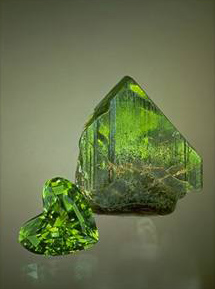
Fosterit

În cristalografie, izomorfismul este acea proprietate (din limba greacă : ἴσος isos „egal”, și μορφή morphe „formă”) a unor minerale care nu prezintă compoziție chimică analoagă de a cristaliza sub formă similară, generând așa-zise cristale de amestec (mixte). În sens larg, fenomenul poate fi întâlnit și la alte substanțe chimice, nu neaparat minerale.

## Exemple
Se pot lua ca și exemple fosteritul (nezosilicat de magneziu, Mg2[SiO4]) și fayalitul (nezosilicat de fier, Fe2[SiO4]), două substanțe izotipe. Dacă se contopește un amestec format din cele două substanțe nu se vor obține cristale distincte de forsterit și de fayalit, ci cristale mixte din cei doi nezosilicați. În natură apare frecvent amestecul acestor două substanțe, cunoscut sub denumirea comună de olivină, (Mg,Fe)2[SiO4].